# Emil Artin
Emil Artin (ur. 3 marca 1898 w Wiedniu, zm. 20 grudnia 1962 w Hamburgu) – austriacki matematyk.

## Życiorys
Jego ojciec, także Emil Artin, był ormiańskim handlarzem dzieł sztuki, matka Emma Laura Artin była śpiewaczką operową. Dorastał w Reichenbergu (obecnie Liberec) w Czechach. W 1916 ukończył szkołę średnią i rok później rozpoczął studia na Uniwersytecie Wiedeńskim.
Kariera naukowa Artina związała go z Niemcami (głównie z Hamburgiem). W 1923 obronił pracę habilitacyjną, a 24 lipca tego samego roku został privatdozentem. 1 kwietnia 1925 roku został awansowany na profesora nadzwyczajnego (außerordentlicher Professor). 15 października 1926 został awansowany na profesora zwyczajnego. W atmosferze zagrożenia nazizmem, w 1937 roku wyemigrował do USA. Pracował na Uniwersytecie Indiany od 1938 do 1946 roku i na Uniwersytecie Princeton od 1946 do 1958 roku.

## Osiągnięcia i praca
Był jednym z czołowych algebraików XX wieku. Pracował nad algebraiczną teorią liczb, wniósł ogromny wkład do teorii rozszerzeń abelowych ciał liczbowych (tzn. rozszerzeń Galois, których grupa Galois jest abelowa) oraz L-funkcjami. Wniósł także wkład do klasycznej teorii grup, pierścieni i ciał. Rozwinął teorię warkoczy jako dziedzinę topologii algebraicznej. 
Wydany został tylko jeden tom jego prac Collected Papers w opracowaniu Serge’a Langa i Johna Tate. W 1957 roku Uniwersytet we Fryburgu nadał Artinowi tytuł doktora honoris causa. 

## Hipotezy Artina
Sformułował dwie hipotezy, znane dziś pod nazwą hipotez Artina. Pierwsza z nich dotyczy L-funkcji w sensie Artina reprezentacji liniowych grup Galois. Druga hipoteza dotyczy klasycznej teorii liczb i jest pytaniem o „częstość” z jaką dana liczba całkowita jest pierwiastkiem pierwotnym modulo liczba pierwsza p (wspomniana „częstość” rozważana jest w kontekście wszystkich liczb pierwszych p). Hooley przedstawił częściowe rozwiązanie tego problemu.

## Studenci Artina
Artin był promotorem ponad trzydziestu doktorantów, w tym Bernarda Dworka, Serge’a Langa, Kollagunta Ramanathana, Johna Tate, Hansa Zassenhausa i Maxa Zorna.

## Rodzina
W 1932 roku poślubił żydówkę Nataszę Jasny, urodzoną w Rosji. Sam Artin nie był Żydem, choć za pochodzenie został pozbawiony stanowiska uniwersyteckiego w 1937 roku. Miał trójkę dzieci, jednym z nich jest Michael Artin, amerykański algebraik, obecnie w MIT.